# Славейко Савинов
Славейко Савинов е български революционер, деец на Вътрешната македоно-одринска революционна организация.

## Биография
Славейко Савинов е роден през 1882 година в град Охрид, тогава в Османската империя, днес в Северна Македония. Присъединява се към ВМОРО и като четник при Петър Георгиев навлизат в Македония на 25 февруари 1905 година. Същата година е четник при охридския войвода Христо Узунов и загива с цялата чета на 11 (24) април 1905 година край Цер.